# Heinrich Harrer

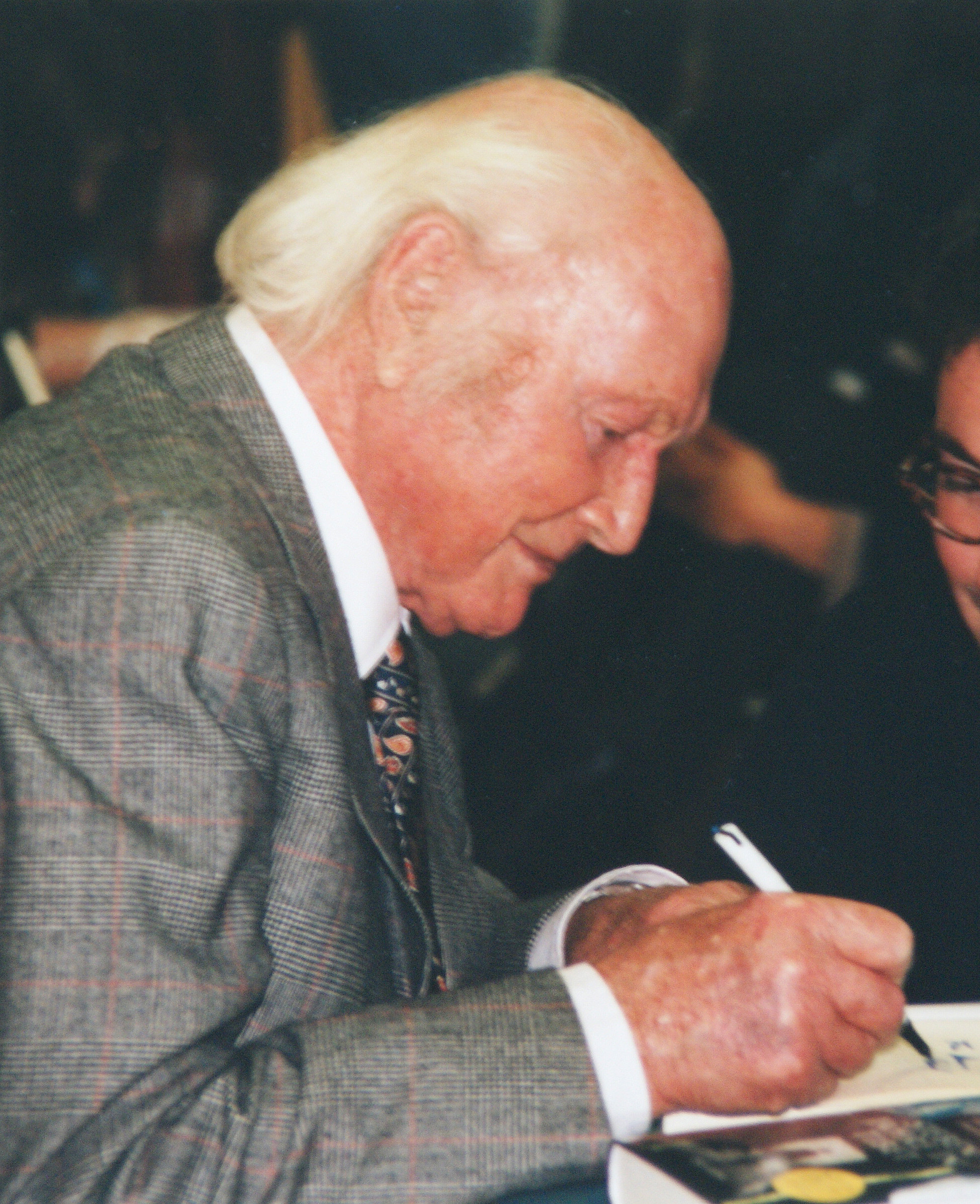
Heinrich Harrer signiert auf der Frankfurter Buchmesse 1997 sein Buch Wiedersehen mit Tibet

Heinrich Harrer (* 6. Juli 1912 in Obergossen, Marktgemeinde Hüttenberg, Österreich-Ungarn; † 7. Jänner 2006 in Friesach, Kärnten) war ein österreichischer Bergsteiger, Forschungsreisender, Dokumentarfilmer und Sachbuchautor. Er hat über 17 Expeditionen in fünf Kontinenten durchgeführt.
Ab 1933 war er Mitglied der damals noch illegalen SA in Österreich. 1938 war er einer von vier Erstbesteigern der Eiger-Nordwand, was von der nationalsozialistischen Propaganda enthusiastisch gefeiert wurde. Harrer wurde Mitglied der SS, wo er Oberscharführer war, und der NSDAP. Im Herbst 1939 wurde er nach einer Expedition zum Nanga Parbat in Indien interniert, floh nach Tibet und lebte dort bis 1951. In dieser Zeit wurde er zum Vertrauten des 14. Dalai Lama. Sein Buch Sieben Jahre in Tibet und dessen Verfilmung machten Harrer weithin bekannt.
1962 gelang ihm die Erstbesteigung der Carstensz-Pyramide im Westen Neuguineas. Seit 1983 befindet sich in Hüttenberg das Heinrich-Harrer-Museum.

## Leben

Heinrich Harrer, Porträt von Alfred Pirker

### Herkunft, Jugend und Studium

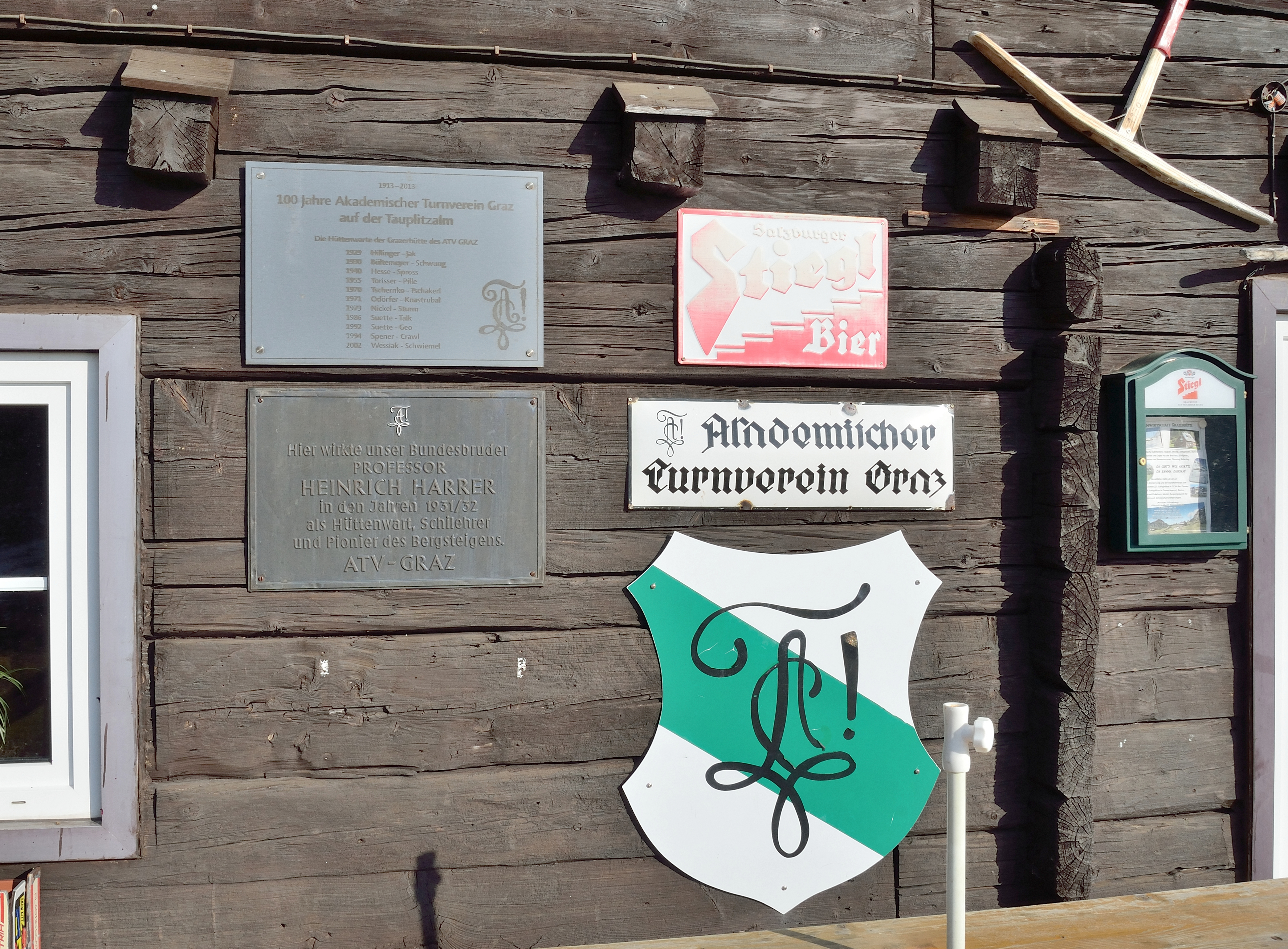
Erinnerungsplakette für Harrer an der Grazerhütte auf der Tauplitzalm

Heinrich Josef Harrer wurde als erstes von vier Kindern der Eheleute Josef Harrer und Johanna geborene Penker in Obergossen bei Knappenberg geboren. Sein Vater war Postbeamter, seine Mutter Hausfrau. Harrers Großvater mütterlicherseits stammte aus dem Dorf Penk im Mölltal. 1880 ließ sich dieser in Hüttenberg nieder, wo er als Bergarbeiter arbeitete.
Harrers Vater Josef war gebürtiger Steirer, die Eltern hatten sich am Semmering kennengelernt. 1921 kam Harrers Schwester Lydia, 1924 Bruder Josef und 1931 Schwester Ruth zur Welt.
Nach einer Versetzung seines Vaters besuchte Harrer die Volks- sowie die Realschule Bruck an der Mur, Steiermark. Dort wurde er Mitglied des Deutschen Turnvereins. Nach einer weiteren Versetzung des Vaters (1927) wechselte Heinrich an die Realschule in Graz. Im Alter von 17 Jahren wurde Heinrich Harrer Mitglied der Studentenverbindung Akademischer Turnverein Graz (A. T. V.).
Als Jugendlicher entdeckte er seine große Leidenschaft – den Sport (alpiner und nordischer Skilauf, Bergsteigen, Schwimmen, Leichtathletik, Tennis, Handball, ab 1955 auch Golf). Als Fünfzehnjähriger unternahm er erste Kletterversuche in den Julischen Alpen. Mit sechzehn Jahren begann er an Skiwettkämpfen teilzunehmen.
Im Wintersemester 1933/1934 wurde er beim A.T.V. Graz aktiv, wurde 1937 akademischer Abfahrtsweltmeister, später (1958) auch österreichischer Golfmeister.
Von 1933 bis 1938 absolvierte er an der Grazer Karl-Franzens-Universität ein Lehramtsstudium in den Fächern Geografie und Sport. Sein Studium finanzierte er unter anderem – nach erfolgreicher Skilehrer- und Bergführerprüfung – mit Ski- und Kletterkursen. Er gründete eine Skischule auf der Tauplitz, wo er auch als Hüttenwart für die vereinseigene Schutzhütte Grazer Haus zuständig war, und arbeitete auch in Sexten in den Dolomiten.
1936 hätte Harrer in der Abfahrt und im Slalom an den Olympischen Winterspielen teilnehmen sollen. Dazu kam es aber nicht, da die Alpinskiteams Österreichs und der Schweiz den Wettbewerb aufgrund von Streitigkeiten um den Profistatus von Skilehrern boykottierten. Ein Jahr später wurde er Nationaltrainer der österreichischen Ski-Nationalmannschaft der Damen.

### Haltung zum NS-Regime
Erst 1996, im Vorfeld zum Film Sieben Jahre in Tibet, fand der ORF-Redakteur und Filmemacher Gerald Lehner in amerikanischen Archiven Mitgliedsausweise. Harrer trat im Oktober 1933 der SA im Untergrund bei, somit fast fünf Jahre vor dem „Anschluss Österreichs“ an das nationalsozialistische Deutsche Reich und war daher ein illegaler Nationalsozialist, was in der Nachkriegszeit oft hoch bestraft wurde. Harrer selbst hat diese Darstellung stets bestritten. Bereits vor der Eiger-Expedition trat Harrer zum 1. April 1938 der SS bei, beantragte dann am 11. August 1938 die Aufnahme in die NSDAP und wurde rückwirkend zum 1. Mai desselben Jahres aufgenommen (Mitgliedsnummer 6.307.081). Er war dann Sportinstruktor der SS im Rang eines SS-Oberscharführers. Harrer nannte diese Beitritte später einen „dummen Fehler“ und „ideologischen Irrtum“. Zu seinen Bewunderern und Förderern gehörte Heinrich Himmler. Himmler beschleunigte auch das (für SS-Männer übliche) Genehmigungsverfahren zur Hochzeit von Harrer mit Lotte Wegener, einer Tochter von Alfred Wegener. Am 20. Dezember 1938 erteilte das „Rasse- und Siedlungshauptamt“ in Berlin die Erlaubnis. Die SS-Zentralverwaltung legte eine 80 Seiten umfassende Akte über Harrer an.
Harrer leugnete – auf Nachfrage Gerald Lehners – seine Bekanntschaft mit Bruno Beger, der als „Rasseforscher“ der Nationalsozialisten einige Jahre vor Harrer als Anthropologe mit einer SS-Expedition in Tibet war. Beger gab aber an, dass beide sich seit langem kennen würden und Duzfreunde seien. Auch Harrers Bergkamerad Anderl Heckmair behauptete, dass Harrer einen roten Wimpel mit Hakenkreuz im Rucksack hatte, diesen aber wegen starken Windes auf dem Gipfel nicht hissen konnte.

### Durchsteigung der Eiger-Nordwand (1938)
Das Bergsteigen faszinierte Harrer weiterhin sehr. Im März 1938 wurde Österreich vom Deutschen Reich annektiert. Während der universitären Semesterferien hatte Harrer beim Klettern in den Dolomiten den Alpinisten Fritz Kasparek kennengelernt. Am 9. Juli 1938 fuhr er, unmittelbar nachdem er sein letztes Staatsexamen abgelegt hatte, nach Grindelwald, um bei der Erstdurchsteigung der Eiger-Nordwand (Juli 1938) mitzumachen. Zuvor waren schon viele erfahrene Alpinisten dort gescheitert. Vom 21. bis zum 24. Juli 1938 gelang ihm mit Anderl Heckmair, Fritz Kasparek und Ludwig Vörg das Wagnis. Die vier erfolgreichen Kletterer wurden danach von Adolf Hitler in Breslau im Rahmen des Deutschen Turn- und Sportfestes empfangen und erhielten von ihm je ein Foto mit persönlicher Widmung.

### Ehen und Privates
Am 20. Dezember 1938 heiratete er in SS-Uniform Hanna Charlotte „Lotte“ Wegener (1920–1989), die Tochter des 1930 im Grönlandeis verstorbenen deutschen Polarforschers Alfred Wegener. Eine Schwester Lottes war ab 1939 mit dem NS-Gauleiter Sigfried Uiberreither verheiratet. Im Dezember 1939 wurde Harrers Sohn Peter geboren. Harrer war zu diesem Zeitpunkt in Indien interniert. Die Ehe mit Lotte wurde noch während seines Asienaufenthalts geschieden; die zweite Ehe mit Margaretha „Etta“ Truxa dauerte von 1952 bis 1958. Seine dritte Ehe mit Katharina „Carina“ Haarhaus (1922–2014), die er 1957 in einem Golfclub kennengelernt hatte, bestand von 1962 bis zu Harrers Tod.

### Indien und Tibet (1939–1951)
Im Sommer 1939 hatte eine von der Deutschen Himalaya-Stiftung organisierte Erkundungsexpedition zum Nanga Parbat stattgefunden, an der Harrer unter der Leitung von Peter Aufschnaiter neben Lutz Chicken und Hans Lobenhoffer (1916–2014) teilgenommen hatte. Als die Deutschen Ende August in Karatschi auf das überfällige Frachtschiff für die Heimreise warteten, wurden sie wegen des am 1. September 1939 beginnenden Zweiten Weltkriegs festgehalten: zunächst in Übergangslagern, dann, nachdem am 3. September England in den Krieg eingetreten war, im britischen Internierungslager in Ahmadnagar nahe Bombay; zuletzt wurden sie nach Dehra Dun am Fuß des Himalayas verlegt.
Etliche der Internierten wollten ausbrechen und sich zu japanischen Linien durchschlagen: Harrer gelang der Ausbruch 1944, beim fünften Versuch. Der erfolgreiche vierte Ausbruchsversuch, den Harrer zusammen mit dem italienischen General Marchese (der das Unternehmen finanzierte) 1943 unternommen hatte, endete nach einem Monat, als der erschöpfte Marchese sich weigerte, bis zum nächsten Wald weiterzumarschieren (die beiden marschierten in Indien bloß nachts und versteckten sich tagsüber). Die Häftlinge wurden mit Höflichkeit und einiger Achtung vor ihrer sportlichen Leistung zurückgebracht, doch beschloss Harrer, nach dem nächsten Ausbruch seine Wege allein zu gehen. Nach den für das Vergehen üblichen 28 Tagen Einzelhaft begann er, diesen zu planen, und wurde finanziell vom älteren Marchese unterstützt, der jedoch nicht nochmals teilnehmen wollte.
Der fünfte Versuch am 29. April 1944 in einer Gruppe von sieben Personen, darunter Aufschnaiter, war erfolgreich. Zu dieser Gruppe gehörten auch Rolf Magener und der Hamburger Heins von Have, die sich in etwa sechs Wochen über Kalkutta zu den Japanern in Burma durchschlugen, während die übrigen Ausbrecher die japanischen Linien im Osten über das als neutral anzusehende Tibet erreichen wollten. Neben Harrer und Aufschnaiter zählten Hannes Kopp aus Berlin, der Rheinländer Friedl Sattler und der Salzburger Bruno Treipl dazu.
Unmittelbar nach der Flucht hatte sich die Gruppe getrennt, später fanden die fünf in Richtung Tibet Marschierenden eher zufällig wieder zusammen; Sattler kehrte nach einem Anfall von Bergkrankheit bald darauf freiwillig ins Internierungslager zurück. Die übrigen marschierten zeitweise zu viert, zeitweise in Zweierteams (Harrer dann mit Kopp), zunächst nur nachts. Am 17. Mai 1944 überschritten sie die Grenze über den mehr als 5300 Meter hohen Pass Tsang Chok La (). Von da an machten sie sich vorläufig auch tagsüber auf den Weg.
In Tibet stellte sich jedoch heraus, dass es Tibetern bei Strafe verboten war, Fremden ohne Passierschein Lebensmittel zu verkaufen. Zwar konnte man solche gelegentlich zu Schwarzmarktpreisen erwerben, wofür aber die Mittel nicht lange ausgereicht hätten. Man verwies die Flüchtlinge an den Abt des nächstgelegenen Klosters Thuling, der die Kompetenz hatte, Passierscheine auszustellen, dies jedoch nur unter der Zusicherung tat, die Fremden würden unverzüglich nach Schangtse (an der Grenze zu Indien) weiterziehen.
Nachdem Treipl sich ebenfalls nach Indien abgesetzt hatte, blieb das Trio Harrer, Aufschnaiter und Kopp bis nach Kriegsende (wodurch das Erreichen japanischer Linien obsolet wurde) zusammen. Im Grenzdorf Tradün (zu Nepal), bis zu dem sie letztlich einen vorläufigen Passierschein bekommen hatten, wollte man sie nötigen, nach Nepal zu emigrieren, was aber bloß Kopp tat. Er wurde prompt wenige Tage danach nach Indien abgeschoben, wo die britischen Internierungslager erst Anfang 1948 aufgelöst wurden, wie sich später herausstellte. Harrer und Aufschnaiter planten von jetzt an, Lhasa zu erreichen, und flüchteten aus dem Grenzdorf.
Im Verlauf der gesamten Reise überwanden die beiden mindestens 50 Pässe – keiner unter 5000 Meter – und legten rund 2100 Kilometer zu Fuß zurück. Am 15. Jänner 1946 erreichten sie die damals „verbotene Stadt“ Lhasa.
Aufschnaiter wurde dort Berater der tibetischen Regierung in landwirtschaftlichen und städtebaulichen Fragen, Harrer zunächst Übersetzer und Fotograf für die tibetische Regierung, später Lehrer (für Englisch, Geografie und Mathematik) und zuletzt auch Freund des jungen 14. Dalai Lama, für den er auch ein Privatkino instand setzte; ein herzliches Verhältnis verband beide bis zu Harrers Tod.
Es ist ein Hinweis auf Dokumente publiziert, wonach Harrer in Lhasa „als Informant und vermutlicher Mitarbeiter des amerikanischen Geheimdienstes CIA“ in den 1950er-Jahren erwähnt ist.
Wegen des tibetisch-chinesischen Konfliktes von 1950/51 floh Harrer 1951 nach Indien, zunächst den Dalai Lama bis an die Landesgrenze begleitend. Von dort kehrte Harrer im nächsten Jahr nach Europa zurück.

### Zurück in Europa (1952–2006)
1952 ging Harrer nach Europa zurück und ließ sich in Kitzbühel nieder. Später lebte er auch zeitweilig im Weiler Münichau bei Kitzbühel und in Mauren in Liechtenstein.
Im Juli 1962 entging Harrer beim Rückflug von der Erstbesteigung der  Carstensz-Pyramide (Puncak Jaya) nur knapp dem Flugzeugabsturz von Alitalia-Flug 771. Harrer hatte die Maschine beim Zwischenstopp in Bangkok zu einem Interviewtermin verlassen. Beim Weiterflug stürzte die Maschine beim Anflug auf Bombay ab, es gab keine Überlebenden.
Ab 1964 war er Präsident des Österreichischen Golf-Verbandes.
Viele von Harrers Reiseerzählungen wurden in der Fernsehreihe Heinrich Harrer berichtet gezeigt, die zwischen 1965 und 1983 von der ARD ausgestrahlt wurde.
Als Autor schrieb er über 20 Bücher. Sein bekanntestes Werk ist Sieben Jahre in Tibet, in dem Harrer seine Zeit mit Peter Aufschnaiter in Tibet und seine Bekanntschaft mit dem 14. Dalai Lama beschreibt. Über diese Erlebnisse begann er bereits in Indien zu schreiben. Das Buch wurde zu einem Welterfolg (übersetzt in 53 Sprachen, weltweite Auflage bisher über vier Millionen) und machte ihn berühmt. 1997 verfilmte Jean-Jacques Annaud das Buch unter gleichlautendem Titel mit Brad Pitt in der Rolle des Heinrich Harrer.
Er gehörte 1977 zu den Gründungsmitgliedern des P.E.N.-Clubs Liechtenstein.
Heinrich Harrer starb am 7. Jänner 2006 im Alter von 93 Jahren im Krankenhaus in Friesach, Kärnten. Er wurde in Hüttenberg in einem Ehrengrab beigesetzt.

## Expeditionen
- 1939: Nanga Parbat
- 1953: Zu den Quellen des Amazonas, Erstbesteigung des Ausangate
- 1954: Alaska, mit Erstbesteigung von Mount Hunter, Mount Deborah,[16] Mount Drum[17]
- 1957: Ruwenzori-Gebirge; neun Monate Aufenthalt in Zaire
- 1962: In den Westen Neuguineas, wo er die „Quelle der Steinäxte“ entdeckte, zum ersten Mal die Insel von Nord nach Süd durchquerte und die Carstensz-Pyramide als erster bestieg
- 1965: Nepal, Indien, Sikkim
- 1966: Amazonas, Xingu-Indianer
- 1966: Suriname
- 1968: Weltreise auf der Suche nach Schutz- und Abwehrzeichen
- 1969: Französisch-Guayana
- 1971: Sudan
- 1971: Borneo, Besteigung des Kinabalu
- 1972: Borneo, Nord-Süd-Durchquerung
- 1973: Nepal
- 1974: Indien, Ladakh, Nepal
- 1974: Andamanen-Inseln
- 1976: Ladakh
- 1977: Zaire, Uganda
- 1978: Ladakh
- 1979: Sikkim, Ladakh, Burma
- 1980: Sikkim und Bhutan
- 1981: Bhutan, Nepal, Indien
- 1982: Tibet
- 1983, 1985 und 1986: Bhutan
- 1991: Ladakh

## Auszeichnungen (Auswahl)
- 1964: Berufstitel Professor, erhalten 1965 durch den österreichischen Bundespräsidenten
- 1972: Eiger-Goldmünze, anlässlich des 70. Geburtstages
- 1978: Ehrenmedaille der Bundeshauptstadt Wien in Gold
- 1980: Ehrenzeichen in Gold der Stadt Graz
- Ehrenzeichen Kärnten
- 1982: Österreichisches Ehrenzeichen für Wissenschaft und Kunst[18]
- 1982: Großes Bundesverdienstkreuz
- 1982: Donauland-Sachbuchpreis
- 1983: Ehrenbürgerschaft Hüttenberg
- 1985: Goldene Medaille der Humboldt-Gesellschaft
- 2002: Light of Truth Award

## Nachleben
Harrer gilt bis heute als einer der Pioniere der Verbreitung der tibetischen Kultur im Westen, sowohl in Bezug auf die Rezeption des Buddhismus als auch auf die politische Lage des Landes. Die Problematik der nationalsozialistischen Vergangenheit ist wie bei anderen seiner Zeitgenossen des Alpinismus bis heute in Diskussion. Sein Leben wurde mehrfach verfilmt.
Seit 1983 befindet sich in seinem Geburtsort Hüttenberg in Kärnten das Heinrich-Harrer-Museum. Seine lebenslange Freundschaft zum 14. Dalai Lama führte auch zu einem engeren Kontakt von Österreich zu Tibet, womit es sich neben der Schweiz als Zentrum der Exilkultur in Europa entwickelte, es kam auch mehrfach zu Besuchen des Dalai Lama in Kärnten.
2008 entstand in Knappenberg bei Hüttenberg auch das Tibetzentrum Institut, Europas erste akademische Bildungseinrichtung für tibetischen Buddhismus und tibetische Medizin.
2015 stand sein letztes Wohnhaus in der Knappenberger Barbara-Siedlung zum Verkauf. Es gehörte der Gemeinde, eine kulturelle Nutzung im Umfeld des Harrer-Museums und des Tibetzentrums wurde nicht realisiert. Laut Gemeinde ist der Verkauf „an Auflagen geknüpft, dass das Andenken an Heinrich Harrer auch bewahrt wird“. Die Einkünfte kamen der Sanierung des Hüttenberger Gebetswegs Lingkor zugute.

## Veröffentlichungen (Auswahl)
- Sieben Jahre in Tibet. Mein Leben am Hofe des Dalai Lama. Ullstein, Wien 1952, DNB 4482563-8. (Ullstein, 2006, ISBN 3-548-35753-9).
- mit Heinz Woltareck (Text): Meine Tibet-Bilder. Heering, Seebruck am Chiemsee 1953. DNB 451836448.
- mit Wilhelm Baumann: Flucht über den Himalaja. Als „PW“ von Dehra-Dun nach Lhasa (= Spannende Geschichten. Neue Folge, Heft 25). Hrsg. von Wilhelm Baumann. Zeichnungen von Günther Büsemeyer. Bertelsmann, Gütersloh 1953, DNB 451836294.
- Die Weiße Spinne. Die Geschichte der Eiger-Nordwand. Ullstein, Berlin 1958; Neuauflage: Die Weiße Spinne. Das große Buch vom Eiger. Ullstein, München 1960; Neuauflagen ebenda 1965 und 2001, ISBN 3-548-36229-X.
- mit Thubten Jigme Norbu: Tibet – verlorene Heimat. Erzählt von Heinrich Harrer. Ullstein, Wien/Berlin/Frankfurt am Main 1961. DNB 453602916.
- Ich komme aus der Steinzeit (Neu-Guinea). 1963; Neuauflage: Ich komme aus der Steinzeit. Ewiges Eis im Dschungel der Südsee. Fischer, Frankfurt am Main 1978, ISBN 3-596-23506-5.
- Huka Huka – Indianer am Amazonas. 1967; Neuauflage: Huka-Huka. Bei den Xingu-Indianern im Amazonasgebiet. Ullstein, Frankfurt am Main 1979, ISBN 3-548-32013-9.
- Die Lust am großen Abenteuer. Heinrich Harrer als Mensch und Forscher. Text: K. R. Waltendorf. Pinguin-Verlag, Innsbruck; Umschau-Verlag, Frankfurt am Main 1968. DNB 750187824 (Sämtliche Zeichnungen stammen von Heinrich Harrer).
- Heinrich Harrers Impressionen aus Tibet. Gerettete Schätze. Text: Martin Brauen. Völkerkundemuseum der Universität Zürich. Mit Bildlegenden von Eva Stoll. Pinguin-Verlag, Innsbruck; Umschau-Verlag, Frankfurt am Main 1974. DNB 750043725 (Die Aufnahmen aus Tibet stammen von Heinrich Harrer).
- Die letzten Fünfhundert. Expedition zu den Zwergvölkern auf den Andamanen. Mehrere Bände. Ullstein, Berlin 1977, ISBN 3-550-06574-4.
- Die Götter sollen siegen. Wiedersehen mit Nepal. Ullstein, Berlin/Frankfurt am Main/Wien 1978. DNB 456914226.
- als Hrsg. Die letzten Paradiese der Menschheit. Abenteuerliche Reisen zu den vergessenen Völkern. Textmitarbeit: Lutz Adron und Roland Gööck. Bertelsmann, Gütersloh 1979. DNB 800623908.
- Unter Papuas. Mensch und Kultur seit ihrer Steinzeit (= Fischer-Taschenbücher. 3508; Fischer-Expedition). Fischer-Taschenbuch-Verlag, Frankfurt am Main 1979, ISBN 3-596-23508-1.
- Geheimnis Afrika. Pinguin-Verlag, Innsbruck 1979, ISBN 3-524-76027-9.
- Der Himalaya blüht. Blumen und Menschen in den Ländern des Himalaya. Pinguin, Innsbruck 1980, ISBN 3-524-76031-7.
- Rinpotsche von Ladakh. Pinguin-Verlag, Pinguin 1981, Innsbruck 1981, ISBN 3-7016-2102-0.
- Meine Forschungsreisen. Pinguin, Innsbruck 1986, ISBN 3-7016-2242-6.
- Borneo. Mensch und Kultur seit ihrer Steinzeit. Pinguin, Innsbruck 1988, ISBN 3-7016-2294-9.
- Ladakh. Götter und Menschen hinter dem Himalaya. Ullstein, Frankfurt am Main 1988, ISBN 3-548-32016-3.
- Das Buch vom Eiger. Pinguin, Innsbruck / Umschau, Frankfurt am Main 1988, ISBN 3-7016-2290-6.
- Unterwegs. Handbuch für Reisende. Unter Mitarbeit von Axel Thorer und K. R. Walddorf. Brockhaus, Wiesbaden 1988, ISBN 3-7653-0318-6.
- Abenteuerreisen zu vergessenen Völkern. Die letzten Paradiese der Menschheit. Weltbild-Verlag, Augsburg 1990, ISBN 3-89350-215-7.
- Tibet und seine Medizin – 2500 Jahre Heilkunst. 1992, ISBN 3-7016-2395-3.
- Erinnerungen an Tibet. Ullstein, Frankfurt am Main 1993, ISBN 3-550-06813-1.
- Geister und Dämonen. Magische Erlebnisse in fremden Ländern. Ullstein, Frankfurt am Main 1993, ISBN 3-548-35336-3.
- Das alte Lhasa. Bilder aus Tibet. Ullstein, Berlin 1997, ISBN 3-550-08435-8.
- Wiedersehen mit Tibet. Ullstein, Frankfurt am Main 1997, ISBN 3-548-35666-4.
- Mein Leben. Ullstein, München 2002, ISBN 3-550-07524-3.
- Denk ich an Bhutan. Herbig, München 2005, ISBN 3-7766-2439-6.

## Film

### Dokumentarfilme
- Sieben Jahre in Tibet. Dokumentarfilm, Großbritannien, 1956.
- Das reiche Leben des Heinrich Harrer. 2 Teile, Serie Bergwelten, TV-Dokumentation, ServusTV/OeAV, Österreich, 2012.
- Climbing for the Fatherland. Britischer Fernsehfilm über Bergsteigen und Heldenkult im Nationalsozialismus (Regie: Kevin Sim, Audrey Salkeld); u. a. mit Reinhold Messner, Joe Simpson, Heinz Zak und Heinrich Harrer.

### Spielfilme
- Sieben Jahre in Tibet. USA, 1997.